# Michelle Guerette
Michelle Guerette (* 6. Oktober 1980 in Bristol, Connecticut) ist eine ehemalige US-amerikanische Ruderin. Sie gewann 2008 die olympische Silbermedaille im Einer.
Die 1,80 m große Guerette gewann bei den U23-Weltmeisterschaften 2000 Gold im Vierer ohne Steuerfrau. 2001 belegte sie ebenfalls im ungesteuerten Vierer den vierten Platz bei den Weltmeisterschaften in der Erwachsenenklasse. Zwei Jahre später wurde sie mit dem US-Achter Fünfte bei den Weltmeisterschaften in Mailand.
2004 wechselte Michelle Guerette zum Skullrudern, bei den Olympischen Spielen 2004 ruderte sie mit dem Doppelvierer auf den fünften Rang. 2005 startete sie international erstmals im Einer, bei den Weltmeisterschaften in Gifu gewann sie die Bronzemedaille hinter der Belarussin Kazjaryna Karsten und der Tschechin Miroslava Knapková. Nach einem fünften Platz bei den Weltmeisterschaften 2006 erkämpfte sie 2007 in München wieder die Bronzemedaille hinter Kazjaryna Karsten und hinter der Bulgarin Rumjana Nejkowa. Zum Abschluss ihrer Karriere erhielt Guerette mit einer halben Sekunde Rückstand auf Nejkowa die Silbermedaille bei den Olympischen Spielen 2008 in Peking.